# Aeroporto Internacional Grantley Adams
O Aeroporto Internacional Sir Grantley Adams também conhecido como o Aeroporto de Seawell ou GAIA, foi dedicado em honra do primeiro premier de Barbados, Sir Grantley Herbert Adams, em 1976. Se encontra em Christ Church, na ilha de Barbados no leste do Mar do Caribe.

## Destinos Por Companhia Aérea
| Companhias              | Destinos |
| ----------------------- | --- |
| Aerolink Uganda         | Aguadilla |
| Air Antilles Express    | Pointe-à-Pitre |
| Air Canada              | Toronto |
| Air Transat             | Toronto |
| American Airlines       | Dallas, Miami, Nova Iorque, San Juan |
| Avianca                 | Bogotá |
| British Airways         | Londres |
| Caribbean Airlines      | Georgetown, Kingston, Miami, Porto Espanha, São Martinho |
| Condor                  | Frankfurt |
| Delta Air Lines         | Atlanta, Nova Iork |
| Fly All Ways (em breve) | Georgetown, Paramaribo, Santa Lucia, Porto Espanha. (Inicia entre 2016 e 2017)                                                                                             |
| JetBlue Airways         | Boston, Fort Lauderdale, Nova Iorque |
| LIAT                    | Antigua, Basseterre, Beef Island, Castries, Dominica, Fort-de-France, Georgetown, Grenada, Kingstown, Point Salines, Porto Espanha, Santa Lucia, São Vicente, Sint Maarten |
| US Airways              | Charlotte |
| Virgin Atlantic Airways | Londres, Manchester |
| WestJet                 | Toronto |

## Cargas
| Cias Aéreas            | Destinos                             |
| ---------------------- | ------------------------------------ |
| Amerijet International | Fort-de-France, Miami, Porto Espanha |

## Ligações Externas
- Página do Aeroporto
- Notícias da aviação caribenha
- Informação geral sobre o aeroporto